# Crossostomus sobrali
Crossostomus sobrali es una especie de pez de la familia de los Zoarcidae en el orden de los perciformes.

## Hábitat
Es un pez de mar y de clima templado y demersal.

## Distribución geográfica
Se encuentra en Chile y en Argentina.

## Observaciones
Es inofensivo para los humanos. 